# Dicyemennea eledones
Dicyemennea eledones är en djurart som tillhör fylumet rhombozoer, och som först beskrevs av Wagener 1857.  Dicyemennea eledones ingår i släktet Dicyemennea och familjen Dicyemidae. Arten är reproducerande i Sverige. Inga underarter finns listade i Catalogue of Life.